# Доностія (премія)
Нагорода Доностія (ісп. Premio Donostia; баск. Donostia Saria) — почесна нагорода, заснована в 1986 році, яка щорічно вручається ряду акторів і режисерів на Міжнародному кінофестивалі в Сан-Себастьяні. Свою назву він отримав від Доностії, баскської назви Сан-Себастьяна.